# Alexine Tinne
Alexandrine 'Alexine' Pieternella Françoise Tinne (La Haia, 17 d'octubre de 1835-Mursuk, Àfrica central, 1 d'agost de 1869) fou una exploradora holandesa. Filla d'un acabalat holandès naturalitzat a Anglaterra, acompanyà (1856-1858) la seva mare a Egipte; emprengué al costat d'aquesta i una tia seva (1862) un viatge al Nil Superior fins a Gondokoro i el 1863 des de Khartum, en companyia de Theodor von Heuglin i Hermann Steudner, un segon viatge al riu de les Gaseles, on la seva mare i Steudner sucumbiren a la duresa del clima. En un tercer viatge que emprengué des de Trípoli amb la intenció d'avançar per Bornu fins a l'Alt Nil, fou assassinada per un tuareg del seu seguici, en el camí de Mursuk a Ghat. El seu viatge al riu de les Gaseles està descrit en les Transactions of the Historical Society of Lancaster Vol. XVI, Liverpool, 1864.

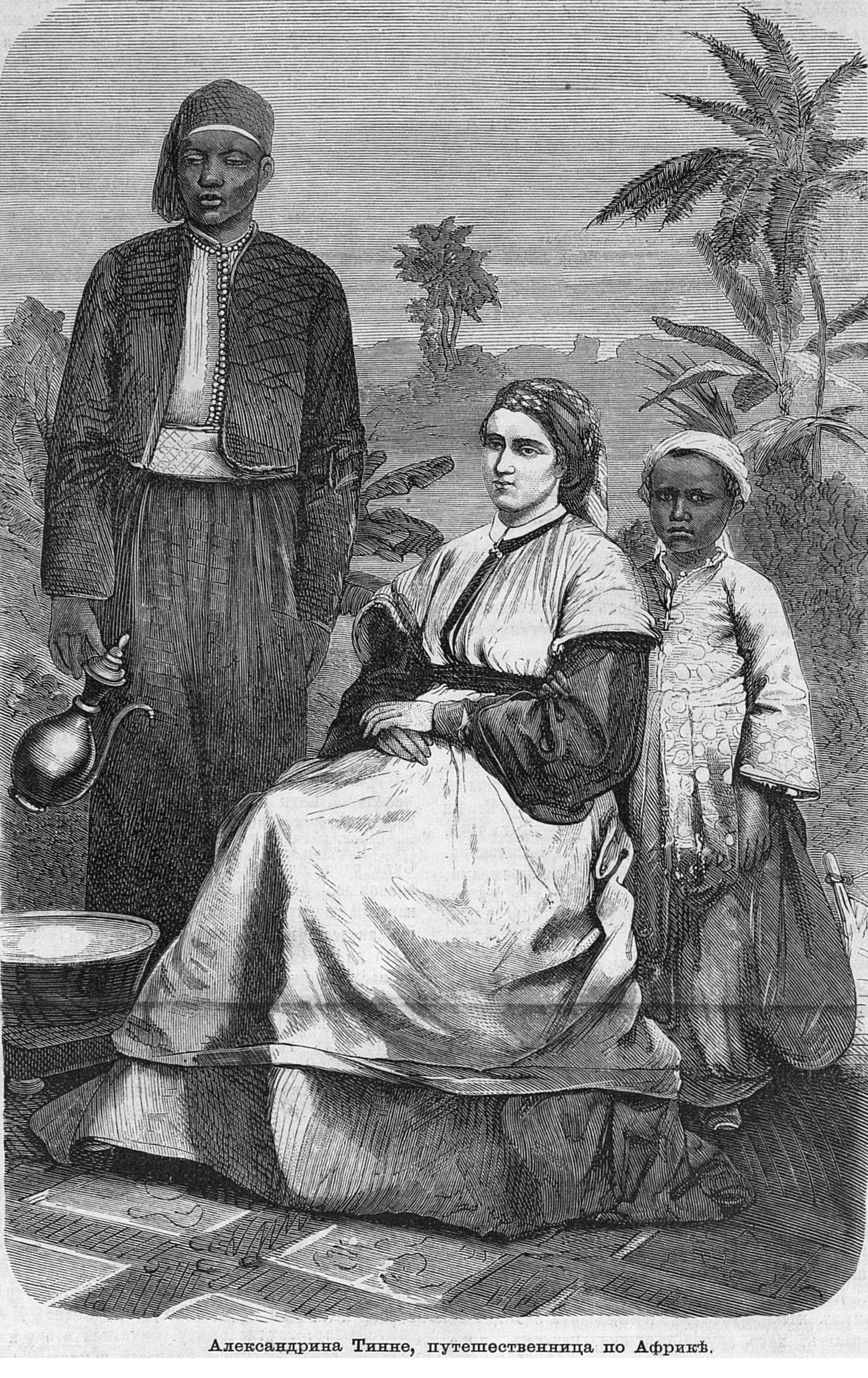
Alexine Tinne